# Rachel (cantora)
Rachel é uma cantora francesa, mais conhecida no resto da Europa por ter representado a França no Festival Eurovisão da Canção 1964 e que foi popular em França até finais dos anos 1960.

## Biografia
Ela nasceu em Cavaillon , no departamento de Vaucluse , ela entrou num concurso de canto dirigido por Mireille Hartuch, que convidou Rachel para o seu Petit Conservatoire .
Ela fez um contrato com a gravadora Barclay e lançou sua primeira gravação (45' ) "Les Amants Blessés"  em 1963.
Em 1964, ela representou a França no  Festival Eurovisão da Canção 1964 em Copenhaga, com a canção "Le Chant de Mallory, onde ela atingiu o seu auge. Naquele certame, terminou em quarto lugar com 14 pontos.

## Discografia

### 45 rpm
- Les Amants Blessés(1963)
- Le Chant de Mallory (1964)
- Le Paysage Doux (1964)
- Un Pays (1965)
- L' oiseau d' Italie (1966)
- La Fiesta (1967)
- Qu'ils hereux sont ([1967)
- sua versão de  L' Amour est bleu (1968) , a canção interpretada no Festival Eurovisão da Canção 1967 por Vicky Leandros